# Nicholas Nickleby
Nicholas Nickleby este un roman scris de scriitorul englez Charles Dickens. A fost al treilea roman publicat de scriitor, fiind publicată la o revistă în 20 de luni, din aprilie 1838 până în octombrie 1839.
Romanul prezintă viața și aventurile lui Nicholas Nickleby, un băiat tânăr care trebuie să-și întrețină mama și sora, după ce tatăl său a murit.